# Генотипы вируса гепатита C
Вирус гепатита C подразделяется на 8 генотипов, а те, в свою очередь, на свыше 100 подтипов.
Генотипы вируса гепатита С различаются между собой по вариабельности нуклеотидного уровня более чем на 30%; подтипы внутри генотипа вируса вариабельны между собой примерно на 15%.
Все генотипы вируса способны приводить к циррозу и гепатоцеллюлярной карциноме, однако генотип 3 является фактором более быстрого прогрессирования заболевания. 
Географически наиболее распространены генотипы 1—4. В Северной Америке и Западной Европе наиболее распространён подтип 1a, охватывающий до 70% всех случаев. В Центральной и Восточной Европе наиболее распространён подтип 1b. 
На просторах бывшего СССР наибольшее распространение получили подтип 1b и генотип 3.
Генотип 4 наиболее распространён на Ближнем Востоке и Африке: в Египте на него приходится до 90% всех инфекций.
Наиболее сложны в лечении подтип 1a и генотип 3. 
Из-за большого генетического разнообразия генотипа 2, часто вступающего в рекомбинанты с другими генотипами, встречаются отдельные штаммы генотипа 2, более устойчивые к терапии.
Самым проработанным для лечения является подтип 1b.
Согласно проведённому эволюционному анализу, ближайший общий предок вируса генотипа 3a существовал  приблизительно 200 лет назад.
| Генотипы                | Подмножества                                                    | Географическое распределение                          |
| ----------------------- | --------------------------------------------------------------- | ----------------------------------------------------- |
| Генотип 1               | 1a, 1b... 1n — всего 13 поименованных и 7 безымянных подтипов   | Северная Америка, Евразия, Центральная Африка         |
| Генотип 2               | 2a, 2b... 2u — всего 15 поименованных и 8 безымянных подтипов   | Западная Африка, Италия                               |
| Генотип 3               | 3a, 3b... 3k — всего 8 поименованных подтипов и 1 безымянный    | Индостан, Юго-Восточная Азия, республики бывшего СССР |
| Генотип 4               | 4a, 4b... 4w — всего 18 поименованных и 10 безымянных подтипов  | Центральная Африка, Египет                            |
| Генотип 5               | 5a                                                              | Южная Африка и Азия                                   |
| Генотип 6               | 6a, 6b... 6xf — всего 29 поименованных подтипов и 21 безымянный | Юго-Восточная Азия                                    |
| Генотип 7               |                                                                 | Демократическая республика Конго                      |
| Генотип 8               |                                                                 | Штат Пенджаб (Индия)                                  |
| Рекомбинантные генотипы | 1a/1c, 1b/1a, 2/5, 2b/1a, 2b/6w, 2k/1b, 4d/4a, 6n/6o и прочие   |                                                       |

## Методы определения
Основные методы, используемые для диагностики генотипа HCV, являются следующие:
- Иммуноферментный анализ
- Полимеразная цепная реакция в реальном времени
- Рекомбинантный иммуноблот анализ